# Ctenotus borealis
Ctenotus astictus (блідомордий гребневухий сцинк) — вид сцинкоподібних ящірок родини сцинкових (Scincidae). Ендемік Австралії.

## Поширення і екологія
Блідоморді гребневухі сцинки поширені на північному заході Північної Території. Вони живуть в різноманітних природних середовищах, від трав'янистих прибережнихї дюн до саван, заплавних луків і кам'янистих пагорбів